# Idaea costiguttata
Idaea costiguttata är en fjärilsart som beskrevs av W. Warren 1896. Idaea costiguttata ingår i släktet Idaea och familjen mätare. Inga underarter finns listade i Catalogue of Life.

## Bildgalleri

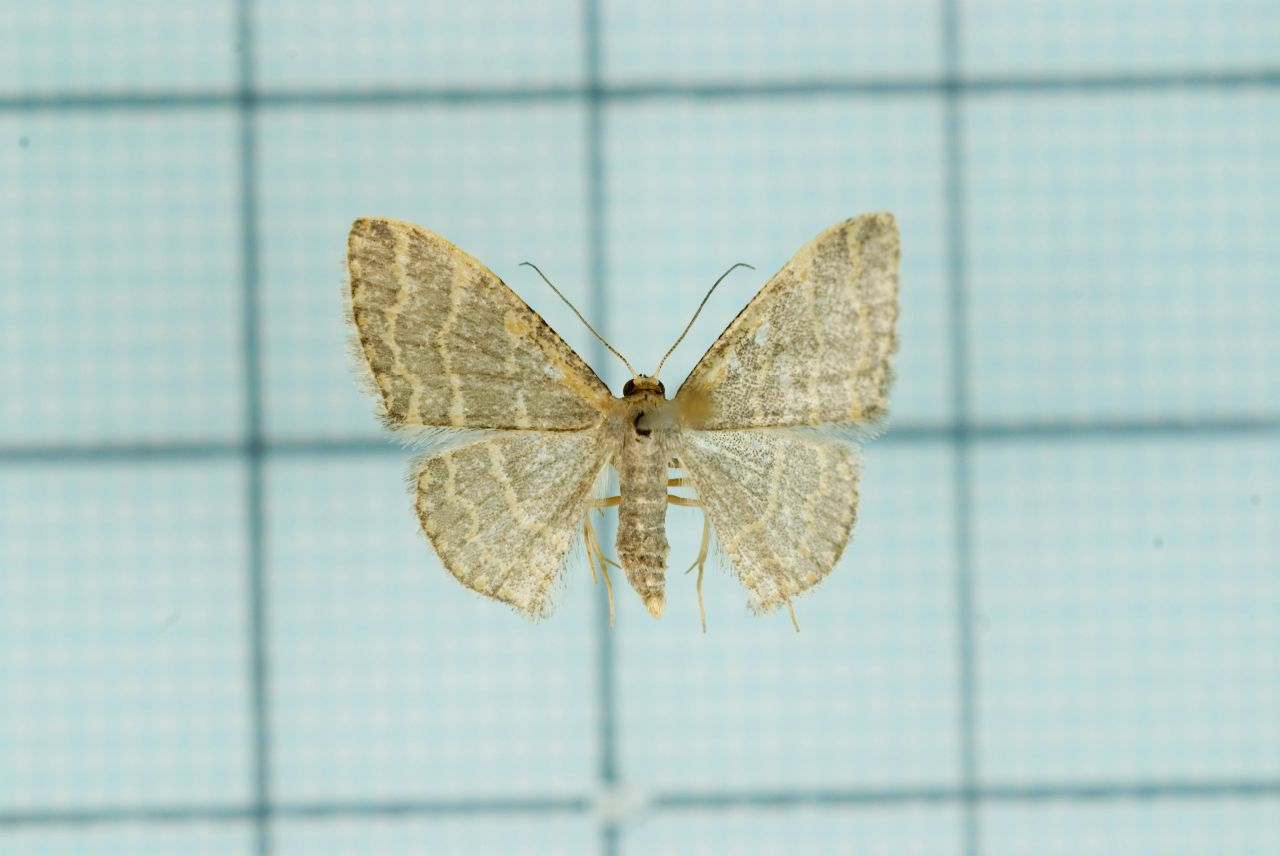
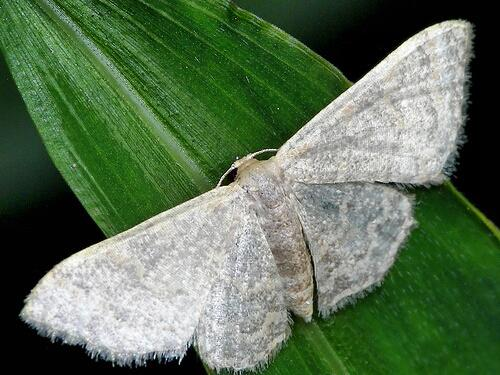